# Unterseeboot type XXIII
L' Unterseeboot type XXIII est un modèle, ou type, de sous-marin allemand de la Seconde Guerre mondiale. 
Il entre en service au cours des derniers mois du conflit en Europe pour opérer dans les eaux peu profondes de la mer du Nord, de la mer Noire et de la mer Méditerranée, là où les opérations étaient trop risquées pour les U-Boot type XXI en raison de leur déplacement beaucoup plus important. Ils étaient si petits qu’ils ne pouvaient transporter que deux torpilles, lesquelles devaient être chargées par l’extérieur.

## Historique
Le premier type XXIII, U-2321, fut lancé de Deutsche Werft à Hambourg, le 17 avril 1944. Ce fut un des six type XXIII qui effectuèrent des patrouilles autour des îles Britanniques au début de 1945. Quarante-huit suivirent de Deutsche Werft, ainsi que treize de Germaniawerft de Kiel. L’U-4712 fut le dernier à être lancé, le 19 avril 1945.
La première patrouille d’un type XXIII eut lieu vers la fin de la guerre quand l’U-2324 fut mis à l’eau le 19 janvier 1945. L’U-2336, sous le commandement du Kapitänleutnant Klusmeier coula les derniers bateaux de la guerre, le 7 mai, quand il torpilla deux navires marchands britanniques à Firth of Forth.
Aucun des six types XXIII opérationnels — U-2321 (en), U-2322 (en), U-2324 (en), U-2326, U-2329 (en) et U-2336 — ne fut coulé par les navires alliés, mais ils envoyèrent par le fond ou endommagèrent cinq navires pour un total de 14 601 tonneaux.
Sept types XXIII furent perdus pour diverses raisons :
- L’U-2323 fut coulé par une mine, le 26 juillet 1944,
- l’U-2331 fut perdu à la suite d'un accident pendant un entraînement, le 10 octobre 1944,
- l’U-2338 fut le seul type XXIII coulé par l’ennemi. Un avion britannique Beaufighter tua douze membres d’équipage et coula le bateau au nord-est de Fredericia le 4 mai 1945, avant même qu’il ne soit en patrouille,
- l’U-2342 fut coulé par une mine le 26 décembre 1944,
- l’U-2344 entra en collision et fut coulé par l’U-2336 le 18 février 1945,
- l’U-2351 fut détruit en avril 1945 après avoir été endommagé lors d’un bombardement,
- l’U-2367 entra en collision avec un u-boot non identifié et coula le 5 mai 1945.

Au début de mai 1945, 31 type XXIII furent sabordés par leurs équipages. Vingt se rendirent aux alliés et furent coulés lors de l’opération Deadlight.
 Seulement trois — l’U-2326 (plus tard sous-marin britannique N-35) il fut prêté à la marine française, et disparut au large de Toulon le 5 décembre 1946 lors d'essais sous les ordres du lieutenant de vaisseau Avon, l’U-2353 (plus tard sous-marin britannique N-37), et l’U-4706 (plus tard, sous-marin norvégien Knerten) — survécurent à la guerre.
U-2321 (en) - U-2322 (en) -
U-2323 - U-2324 (en) -
U-2325 (pl) - U-2326 -
U-2327 - U-2328 (pl) -
U-2329 (en) - U-2330 -
U-2331 - U-2332 -
U-2333 - U-2334 (en) -
U-2335 (en) - U-2336 -
U-2337 - U-2338 -
U-2339 - U-2340 -
U-2341 - U-2342 -
U-2343 - U-2344 -
U-2345 - U-2346 -
U-2347 - U-2348 -
U-2349 - U-2350 -
U-2351 - U-2352 -
U-2353 - U-2354 -
U-2355 - U-2356 -
U-2357 - U-2358 -
U-2359 - U-2360 -
U-2361 - U-2362 -
U-2363 - U-2364 -
U-2365 - U-2366 -
U-2367 - U-2368 -
U-2369 - U-2371 -
U-4701 - U-4702 -
U-4703 - U-4704 -
U-4705 - U-4706 -
U-4707 - U-4709 -
U-4710 - U-4711 -
U-4712
| Bateaux          | Nbr | Chantier naval              | N° fabrique | Construction |
| ---------------- | --- | --------------------------- | ----------- | ------------ |
| U-2211 à U-2331  | 11  | Deutsche Werft AG, Hambourg | 475 à 485   | 1943 - 1945  |
| U-2332 et U-2333 | 2   | Germaniawerft, Kiel         | 941 et 942  | 1944         |
| U-2334 à U-2369  | 36  | Deutsche Werft AG, Hambourg | 488 à 523   | 1943 - 1945  |
| U-2371           | 1   | Deutsche Werft AG, Hambourg | 525         | 1944 - 1945  |
| U-4701 à U-4707  | 7   | Germaniawerft, Kiel         | 943 à 949   | 1944 - 1945  |
| U-4709 à U-4712  | 4   | Germaniawerft, Kiel         | 951 à 954   | 1944 - 1945  |